# Sabulodes loba
Sabulodes loba är en fjärilsart som beskrevs av Frederick H. Rindge 1978. Sabulodes loba ingår i släktet Sabulodes och familjen mätare. Inga underarter finns listade.